# 京唐城际铁路
京唐城际铁路是中华人民共和国境内的一条连接北京市和河北省唐山市的城际铁路。线路自北京市东城区的北京站起，向东经北京市朝阳区、通州区，河北省廊坊市（三河市、大厂回族自治县、香河县），天津市（宝坻区），河北省唐山市（玉田县、丰润区），终至唐山市路北区的唐山站止。线路全长约172.97km，初期建设北京城市副中心站至唐山站区间，全长148.74km，线路最高设计时速350km。
京唐城际铁路在北京至宝坻区间与京滨城际铁路共线，二者同期建设。
京唐城际铁路于2016年12月29日开工，2022年12月30日开通运营北刘各庄线路所至唐山站区间，初期剩余段（北京城市副中心站至北刘各庄线路所区间）计划2025年底开通运营。

## 历史
京唐城际铁路的规划可以追溯至2008年。在京津城际铁路通车之后，为了盘活京津唐三地的交通，中国政府随即谋划时速350公里的津秦客运专线以及京唐城际铁路。按照当时的时间表，京唐城际于2009年开工，线路由北京站起，大致沿京沈高速公路北行，经北京市通州区、河北廊坊市香河县、天津市宝坻区、唐山市玉田县、丰润区，终至唐山站。线路全长约153km，共设7个车站，设计时速为全线350公里。但因中国国家发改委未批复其可研报告以及唐山北站至唐山站直通线（即唐山客车线）的开工建设，项目随后陷入搁置状态。
2012年前后，受曹妃甸港以及首钢搬迁影响，京唐城际铁路计划改为京唐曹铁路，线路等级降级为客货混跑的快速铁路，自京哈铁路燕郊站出岔，经由廊坊市三河市、大厂回族自治县及香河县，在香河县向东转弯至宝坻区及唐山市境内，设计时速160~200Km。但最终京唐曹铁路仅开工了唐山至曹妃甸港段，北京至唐山段依然搁置。而在唐山站扩建改造期间，为便于京唐城际铁路后期接入及与唐曹铁路联通，建设部门在津山普速场和津秦高速场之间预留了京唐城际铁路的正线及到发线。
2015年，随着京津冀一体化政策落地，京唐城际铁路的研究速度随之加快。2015年8月，京唐城际铁路首次环评报告出炉，恢复了京唐铁路香河至唐山段的线路等级，同时确定了廊坊北三县段经由燕郊、大厂县西侧、香河县城南侧的路径。12月1日，京唐城际铁路北京段发布环境影响评价信息公告。12月29日，京唐、京滨城际铁路先期工程宝坻南站（于通车前定名为宝坻站）维修工区工程开工。
京唐城际铁路在北京市内以通州站为建设起点，由于通州站周边居民担心新建京唐城际铁路将加剧周围的电磁辐射水平，并多次干扰铁三院对这一铁路的环境影响评价工作，致使引入通州站计划无法顺利实施，2016年4月14日，铁三院发布新建北京至唐山城际铁路（北京段）环境影响评价补充信息公告，在此版公告中，京唐城际铁路的建设起点由通州站变更为新建通州东站，并设置线路所（大致位于今高辛庄线路所附近）连接京哈铁路。7月18日，铁三院发布修改过后的新建北京至唐山城际铁路（北京段）环境影响评价补充信息公告，在此版公告中，根据北京城市副中心规划发展要求，京唐城际铁路的建设起点由拟建通州东站变更为新建北京城市副中心站。8月3日，铁三院发布新建北京至唐山城际铁路环境影响报告书全本公告定稿，并于10月9日得到国家发改委批准。12月29日，京唐城际铁路北京城市副中心站场地平整及路基段工程开工，京唐城际铁路由规划阶段全面转向建设阶段。
2017年9月19日，京唐城际铁路唐山段暨唐山机场站（后在施工过程中更名为唐山西站）开工。
2019年4月22日，京唐、京滨铁路宝坻南站开工，5月，廊坊北三县段进场开工，10月29日，京唐城际铁路跨津蓟高速连续梁合龙。12月11日，京唐城际高铁宝坻段跨林中路连续梁合龙。
2020年4月30日，京唐城际铁路跨通唐公路连续梁合龙，是京唐城际铁路全面复工后第一个合龙的连续梁。8月27日，中铁二十四局承建的跨蓟运河主河槽段最大跨度的（60+100+60）米连续梁合龙，标志着京唐城际铁路唐山段与天津段的桥梁工程实现联通。
2021年5月12日，京唐城际铁路与京哈线相交的高辛庄线路所顺利完成京哈下行线回拨任务。9月27日，京唐城际铁路开始自唐山西站起铺轨。
2022年2月16日，为配合京唐城际铁路引入唐山站工程，唐山站普速/城际场启动站场改造工程。工程弃用了唐山站建设时为京唐城际铁路预留的正线及到发线，将津山铁路下行正线由XV（15）道调整为XIII（13）道，将京唐城际场由与普速场共用改为独立站场，在原有14-16道位置新建，规模为2台3线，同时改建10、11、12站台，对站台上相关的指示标识进行相应调整和更换。
2022年4月25日，京唐城际铁路京哈联络线道岔接入施工完成，京唐与京哈铁路实现接轨互通。8月，进入全面静态验收阶段。8月12日凌晨4时30分，55001次首趟动态检测车从燕郊站始发，京唐城际铁路燕郊至唐山段进入联调联试。11月1日，京唐城际铁路联调联试工作结束，正式进入运行试验阶段。11月26日，京唐城际铁路试验列车开始以北京站为起讫点，进入全线运行试验阶段。
2022年12月30日，京唐城际铁路正式开通运营。初期安排北京站与唐山站间的动车组列车每日5对，全程最短耗时1小时03分。安排经由京唐城际铁路的北京站与秦皇岛站间的动车组列车每日2对，在唐山地区部分停靠玉田南站与唐山西站。开通当日首班车为唐山站至北京站的G8802次列车，6时10分从唐山站发出，7时13分到达北京站，中途不停靠其他车站。
2023年2月26日，京唐城际铁路地下段（城市副中心隧道）开挖，并于6月13日完成始发段封顶工程。

## 线路及相关工程
京唐城际铁路初期建设段共建设正线142.307Km（北刘各庄线路所~唐山站南咽喉），配套建设通燕联络线（工程名为京唐京哈联络线，上行联络线3.819Km，下行联络线2.022Km）、唐滦联络线（上行联络线9.719Km，下行联络线9.201Km），正线新建线路所1座（北刘各庄线路所），同时在京哈铁路通州站II场至燕郊站区间增加线路所1座（高辛庄线路所）、在津秦高速铁路唐山站至滦河站区间增加线路所1座（老庄子线路所）。另为远期实施线路建设站台4座（香河站1、6站台，宝坻站1、6站台），为京滨城际铁路正线引入宝坻站工程代建1.069Km，为津承城际铁路接入宝坻站代建部分桥墩。
京唐城际铁路北京城市副中心站至北刘各庄线路所区间纳入北京城市副中心站工程单独建设，线路全长2.4公里，其中盾构段长度1.3公里。

## 车站及联通线路
京唐城际铁路设北京城市副中心站、燕郊站、大厂站、香河站、宝坻站、玉田南站、唐山西站（环评报告中登载站名为机场南站）、唐山站8个车站。其中京唐城际工程新建车站5个（北京城市副中心站、大厂站、香河站、宝坻站、玉田南站），既有站改造2个（燕郊站改扩建、唐山站城际场改扩建）。唐山西站最初为预留站，后改为与京唐城际铁路同期修建。
京唐城际铁路在燕郊站与京哈铁路共站，设普速场和高速场；在香河站与环北京城际铁路廊香段和香平段连接，并设置跨线及换乘条件；在宝坻站与津承城际铁路和京滨城际铁路宝坻南至滨海新区段连接，并设置跨线及换乘条件；在唐山西站则预留了唐遵城际铁路以及唐山动车运用所的实施条件。唐山西站东侧正线衔接与津秦客运专线联通的联络线，可在列车不进入唐山站的条件下直接去往秦皇岛方向；侧向引出的线路接入唐山站站场西侧的京唐城际场，在唐山站南咽喉以车挡方式截止，并预留与唐曹铁路相连接的条件。
| 京唐城际铁路 | |                      |                 |              |                |                     |                                                             |
| 名称 | 英文名称 | 中心里程[1] （公里） | 站间距 （公里） | 行政区       | 行政区         | 规模 仅京唐城际部分 | 连接铁路[2] 含轨道交通                                      |
| 北京 | Beijing | 0                    | --              | 北京市       | 东城区         | --                  | 北京地铁2号线                                               |
| 北京东 | Beijingdong | 5.100                | 5.100           | 北京市       | 朝阳区         | --                  | 北京地铁28号线                                              |
| 北京城市副中心（建设中） | Beijingchengshifuzhongxin | 24.560               | 19.460          | 北京市       | 通州区         | 4台8线[3]           | 京哈铁路（预留设站） 北京地铁6号线 北京地铁平谷线（建设中） |
| （北刘各庄线路所） | -- | 32.340               | 7.780           | 北京市       | 通州区         | --                  | 不適用                                                      |
| 燕郊 | Yanjiao | 36.122               | 3.782           | 河北省廊坊市 | 三河市         | 2台4线[4]           | 京哈铁路                                                    |
| 大厂 | Dachang | 48.119               | 11.997          | 河北省廊坊市 | 大厂回族自治县 | 2台4线              | 不適用                                                      |
| 香河 | Xianghe | 72.701               | 24.582          | 河北省廊坊市 | 香河县         | 2台6线[5]           | 环北京城际铁路（规划中）                                    |
| 宝坻 | Baodi | 95.175               | 22.474          | 天津市       | 宝坻区         | 2台6线[6]           | 京滨城际铁路 津承城际铁路（规划中）                         |
| 玉田南 | Yutiannan | 141.733              | 46.558          | 河北省唐山市 | 玉田县         | 2台4线              | 不適用                                                      |
| 唐山西[7] | Tangshanxi | 159.833              | 18.100          | 河北省唐山市 | 丰润区         | 2台6线              | 唐滦联络线                                                  |
| 唐山 | Tangshan | 173.377              | 13.544          | 河北省唐山市 | 路北区         | 2台3线[8]           | 津山铁路 津秦客运专线                                       |
| 注释 | |                      |                 |              |                |                     |                                                             |
| \| 1 京唐城际铁路设计起点为北京站，建设起点里程为24.560公里。北京站至北京城市副中心站区间已纳入北京市郊铁路规划，暂缓建设。 2 京唐城际铁路北京城市副中心站至宝坻站均与京滨城际铁路共线。 3 北京城市副中心站预留增设京哈铁路站场，为2台4线。 4 燕郊站改造前为3台11线，改造后拆除迁建了京哈铁路部分股道，共3台13线，其中京唐城际铁路车场为2台4线。 \| 5 香河站规划共4台8线。 6 宝坻南站规划共4台10线。 7 唐山西站（原机场南站）原为预留车站，后调整为同期实施车站。 8 唐山站共7台16线，其中京唐城际场为2台3线。 \| | |                      |                 |              |                |                     |                                                             |
| 1 京唐城际铁路设计起点为北京站，建设起点里程为24.560公里。北京站至北京城市副中心站区间已纳入北京市郊铁路规划，暂缓建设。 2 京唐城际铁路北京城市副中心站至宝坻站均与京滨城际铁路共线。 3 北京城市副中心站预留增设京哈铁路站场，为2台4线。 4 燕郊站改造前为3台11线，改造后拆除迁建了京哈铁路部分股道，共3台13线，其中京唐城际铁路车场为2台4线。 | 5 香河站规划共4台8线。 6 宝坻南站规划共4台10线。 7 唐山西站（原机场南站）原为预留车站，后调整为同期实施车站。 8 唐山站共7台16线，其中京唐城际场为2台3线。 |                      |                 |              |                |                     |                                                             |

## 运营

### 运营历程

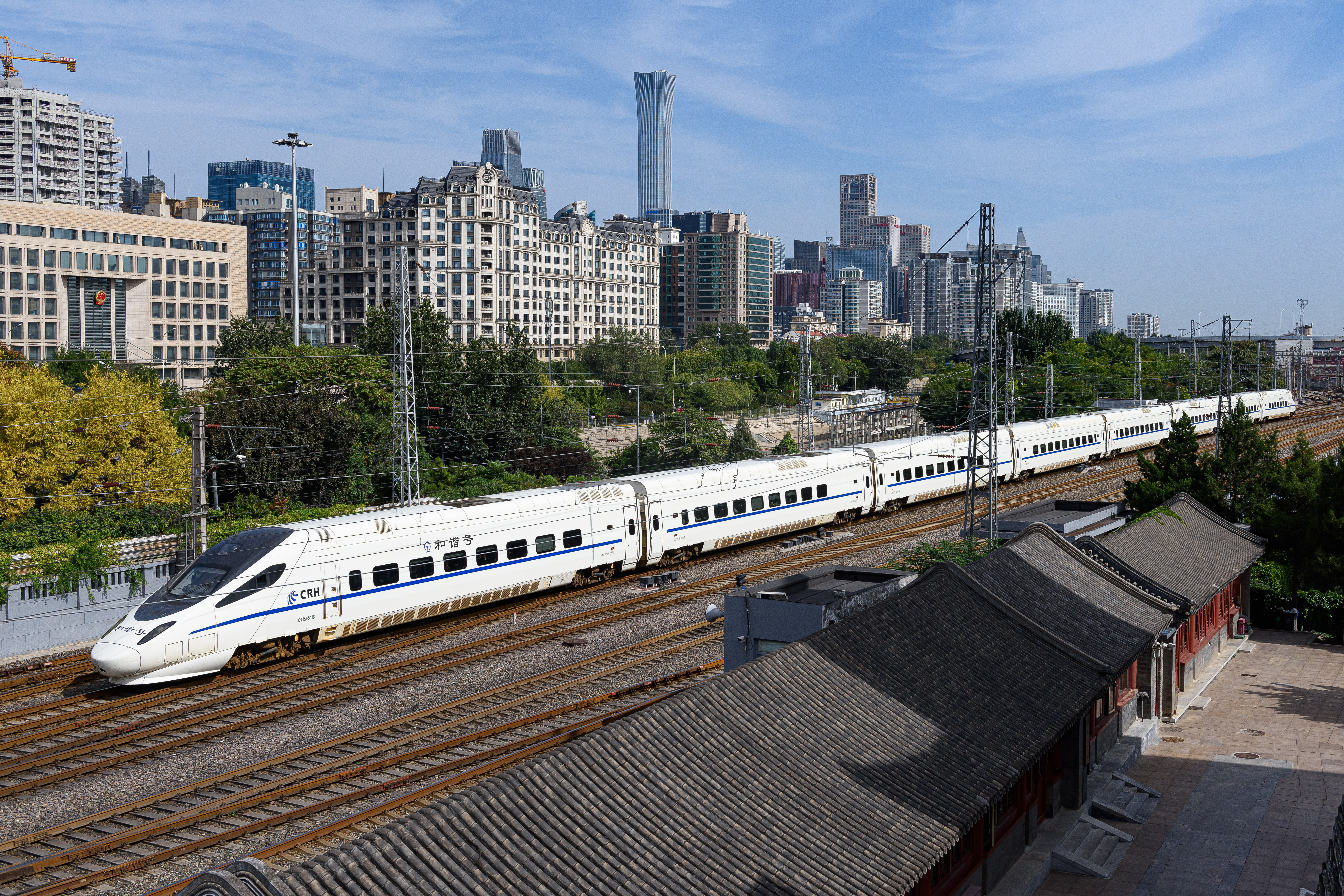
D6623次京唐城际本线车驶出北京站

2022年11月，京唐城际铁路转入按图运行试验阶段，区间各站分别移交至中国铁路北京局集团有限公司旗下唐山车务段、北京直属站及唐山直属站。其中，北京站继续为北京局集团直属站，燕郊站继续由唐山车务段管理，大厂、香河、宝坻、玉田南及唐山西五站交由唐山直属站管理。
2022年12月29日18时，中国铁路12306网站正式开放了京唐城际铁路各次列车的售票系统，并于2022年12月30日开通客运运营。开通运营初期，北京局集团每天安排开行北京站至唐山站动车组列车5对，经由京唐城际铁路运行的北京站至北辰站动车组列车2对，北京站至秦皇岛站动车组列车2对。
2023年6月15日，京唐城际铁路首次开行北京和唐山间一站直达的普通动车组列车。
2023年7月1日，国家铁路集团执行2023年度三季度新运行图，曾于2021年7月11日起停运的京沈动车组列车得以恢复，并在北京至秦皇岛区间经由京哈铁路、通燕联络线、京唐城际线、津秦高速线运行。同日全线经由京哈铁路的京沈动集列车停运。此外，往返北京与北戴河的暑运动车组（使用双控CR400AF）也开始经由京唐城际铁路，并改等级为高速动车组列车。

### 运行路由
在京唐城际铁路开通初期，由于北京城市副中心站尚未投入使用，所有行经上行列车均在北刘各庄线路所处沿通燕联络线转至京哈铁路高辛庄线路所，随后沿京哈铁路进入北京市区，在北京站办理终到业务；所有行经下行列车也将在北京站办理始发，沿京哈铁路行驶至京哈铁路高辛庄线路所处转行通燕联络线，随后在北刘各庄线路所驶入京唐城际铁路开往唐山方向。待北京城市副中心站建成投用后，部分列车将转至北京城市副中心站办理始发终到，部分列车仍将沿京哈铁路，在北京站办理始发终到。京唐、京滨城际列车借道京哈铁路北京至通州段进出北京市区期间，京哈铁路上的北京东、双桥、通州三座车站均不办理京唐、京滨城际列车的客运业务。
行经京唐城际铁路的京秦城际列车在唐山西至滦河区间沿唐滦联络线行驶，受转弯半径及道岔号数限制，唐滦联络线的列车允许通过速度为160千米/时。
行经京唐城际铁路的京滨城际列车在宝坻站东侧沿京滨城际铁路运行。